# Jaan Anvelt
Jaan Anvelt (Oorgu, 18. travnja 1884. – Moskva, 11. prosinca 1937.), estonski je  boljševički revolucionar, političar i pisac. Anvelt je bio najznačajniji estonski komunist u predsovjetskom razdoblju, sudionik Oktobarske revolucije te kasniji čelnik KP Estonije. Kasnije je bio i predsjedavajući Estonske radničke komune. 
Rođen je u selu Oorgu 1884. godine. Školovao se za učitelja, a kratko je studirao i pravo u Sankt Peterburgu. Od 1905. do 1907. godine radio je kao učitelj, paralelno se uključivši u revolucionarne aktivnosti. Za vrijeme Oktobarske revolucije poveo je komuniste u Tallinnu te postao značajna politička figura u Estoniji na samom kraju Prvog svjetskog rata. Za vrijeme Estonskog rata za neovisnost vodio je kratkotrajnu Estonsku radničku komunu, a nakon njezina kraha i priznanja estonske neovisnosti otišao je u ilegalu. 
Ponovo se pojavio kao jedan od vođa neuspjelog komunističkog puča 1924. godine, da bi slijedeće godine trajno otišao u Sovjetski Savez. Od 1925. do 1937. obnašao je različite javne dužnosti kao član Partije. Ipak, za vrijeme Velike čistke, Anvelta je 1937. uhapsio NKVD. Tijekom ispitivanja 11. prosinca 1937. godine, Anvelta je brutalno pretukao ispitivač Aleksandar Langfang. Anvelt je istoga dana preminuo od posljedica premlaćivanja a naknadno je proglašen narodnim neprijateljom. Rehabilitiran je 1956. godine za vrijeme vladavine Nikite Hruščova.
Anvelt se vjenčao tri puta. Od 1909. do 1910. godine, bio je u braku s estonskom socijaldemokratskom političarkom Almom Ostrom. Godine 1912. oženio se s Ruskinjom J. Vasiljevom u Sankt Peterburgu. Njegova treća supruga bila je Alise Stein-Anvelt; s njom je imao dvoje djece, kći Kimu i sina Jaana. Njegov unuk, Andres Anvelt, također je političar i član Socijaldemokratske partije Estonije. 

## Vanjske poveznice
- 1 December 1924
- Commune of the Working People of Estonia
- Riigikukutamise kurb grimass (Estonian)[neaktivna poveznica]
- Aleksandr Ivanovich Langfang, murderer of Jaan Anvelt
- Jaan Anvelt at Estonian Writers' Online Dictionary